# The Very Best of Talk Talk
The Very Best of Talk Talk è una raccolta dei Talk Talk pubblicata dalla Parlophone nel 1997.

## Tracce
1. It's My Life - 3:54
2. Talk Talk (Single Version) - 2:58
3. Today (Single Version) - 3:13
4. Dum Dum Girl - 3:40
5. Have You Heard The News? - 5:04
6. Such A Shame (Original Version) - 4:26
7. For What It's Worth - 5:17
8. Life's What You Make It - 4:28
9. Eden (Edit) - 4:20
10. April 5th - 5:50
11. Living In Another World (Single Version) - 4:15
12. I Believe In You (Single Version) - 3:44
13. Give It Up (Single Version) - 5:12
14. John Cope - 4:43
15. Wealth - 6:35
16. Time It's Time - 8:09